# Cebolinha (personagem)
Cebolinha (em sua versão adolescente, Cebola) é uma personagem de histórias em quadrinhos e tirinhas, criado em 1960 por Mauricio de Sousa. Sempre à procura de um jeito de pegar o coelhinho de sua amiga Mônica, o Sansão, para se tornar o dono da rua.
Além de participar das histórias com a sua turma de amigos, Cebolinha também participa das histórias do Louco, caracterizadas por situações completamente absurdas que não ocorrem nas histórias com a turma. Cebolinha também participa de histórias com Xaveco, personagem secundário da Turma da Mônica.

## Biografia
Apesar de Cebolinha ser considerado hoje parte da Turma da Mônica, foi criado antes de Mônica (que surgiu em 1963). Cebolinha ganhou sua própria revista em quadrinhos em 1973, lançada três anos após a primeira edição da revista "Mônica".
Cebolinha foi baseado em um dos amigos de infância de seu irmão, Marcio de Sousa, quando Mauricio vivia em Mogi das Cruzes, e seu pai, Antonio de Sousa, teria dado o apelidado ao amigo dos filhos de "Cebolinha" por causa de seus cabelos espetados. A pessoa em quem Mauricio se inspirou é Luiz Carlos da Cruz, um ex-pintor de paredes que reside em Mogi das Cruzes atualmente. O apelido foi dado pelo pai de Mauricio quando o dono de um bar em frente à barbearia de Antonio desenhou olhos e boca numa cebola e a chutou para a rua. Antonio olhou a cebola e disse que era igual ao Luiz, ele era o Cebolinha.
O personagem tem como marca registrada sua dislalia, trocando as letras R por L na pronúncia (por exemplo, com o trava-línguas “O lato loeu a loupa do lei de Loma”; as palavras “eladas” geralmente são indicadas com aspas ou negrito-itálico), o que lhe traz inconvenientes muito grandes. Por exemplo, no filme Uma Aventura no Tempo, na cena em que o Astronauta desmaia, a vilã Cabeleira Negra ameaça transformá-lo em um rato através de um aparelho que só poderia ser desativado com as palavras "Cabeleira Negra" sendo pronunciadas corretamente. Todavia, por causa da dislalia pertinente ao Cebolinha, ele não consegue – sendo salvo no último segundo por seu amigo Cascão.
Ao contrário de seu melhor amigo Cascão, que nunca tomou banho, ele é o que mais aparece em contato com a água.
Um dos personagens mais queridos e importantes da história dos quadrinhos brasileiros, Cebolinha também se tornou conhecido em muitos outros países. Em espanhol, chama-se Cebollita (também trocando R por L); em inglês, chama-se Jimmy Five (troca a pronúncia das letras R por W).

## História
Famoso pelas populares tiras de Mauricio de Sousa, Cebolinha apareceu pela primeira vez em outubro de 1960, como personagem secundário nas tiras diárias em preto e branco de "Bidu e Franjinha", publicadas no jornal Folha de S.Paulo, mas ganhou destaque e logo se tornou o protagonista.

O personagem foi baseado em Luiz Carlos da Cruz, amigo de Márcio (irmão de Mauricio) e morador da cidade de Mogi das Cruzes. Ele também trocava o "R" pelo "L" e tinha o cabelo espetado, sendo apelidado pelo pai de Márcio como "Cebolinha".

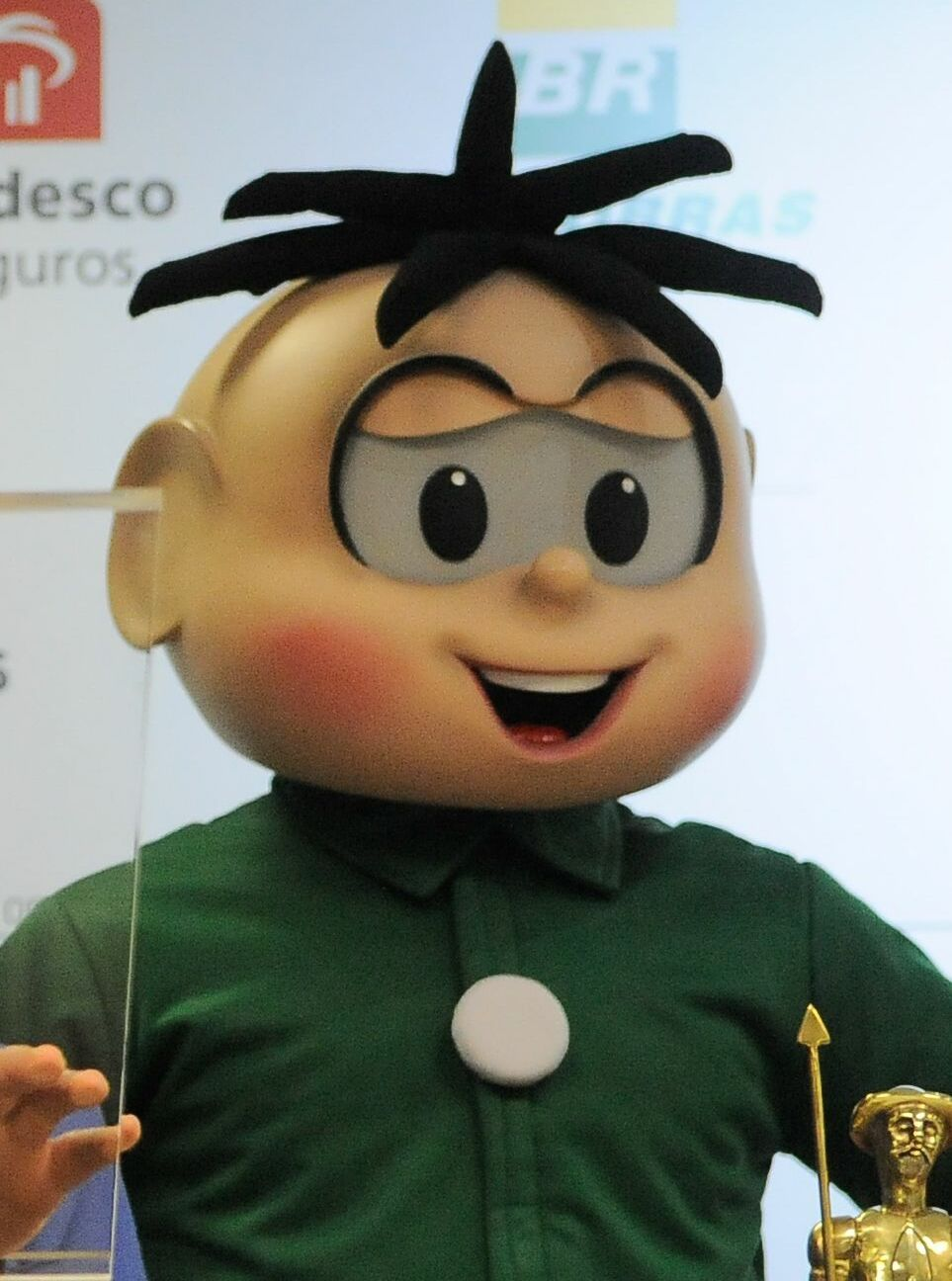
Representação do personagem na 17ª Bienal do Livro.

Nas histórias, Cebolinha tem uns oito anos e vive no bairro paulistano do Limoeiro. Essas primeiras tiras até então circulavam basicamente em São Paulo. Mas quando ganharam sua versão em revista, passaram a ser conhecidas em outros estados. E o próprio Cebolinha foi crescendo em popularidade, desbancando os “titulares” Bidu e Franjinha. O nosso troca-letras se tornou então a figura principal das tiras de jornais. E logo foi ganhando seus próprios coadjuvantes. Floquinho, seu estranho cachorro verde da raça “Lhasa Apso”, foi um deles. E, na tira de 21 de março de 1963, contracenando com Cebolinha, surgiu a menina Mônica e seu coelho de pelúcia. E aquela garotinha feia, baixinha e dentuça acabaria, por sua vez, desbancando o próprio Cebolinha, tornando-se o carro-chefe do universo “mauriciano”.
Mas naquele ano de 1963, Cebolinha ainda era o principal personagem de Mauricio. Em 8 de setembro daquele ano, o popular menino dos cabelos espetados ganhou também uma versão em cores, no número 1 do suplemento “Folhinha de S. Paulo”.
O Cebolinha permaneceu no papel de protagonista principal por quase todos os anos 60.

## Publicação de gibis
Cebolinha estreou numa tira para o jornal Folha de S.Paulo em Outubro de 1960, foi publicado pela Editora Continental na revista do Bidu. Apareceria em seguida na revista Zaz Traz, da editora Continental, e também na capa do almanaque da revista - tudo na mesma época.
O personagem ganharia título próprio em janeiro de 1973 pela Editora Abril e depois pelas editoras Editora Globo e Panini em formatinho.
Além do título mensal, Cebolinha possui almanaques de republicações.
Em 2010, Cebolinha completou 50 anos, para comemorar a Panini lançou um álbum de luxo em formato grande (19 x 27,5 cm) semelhante ao feito em homenagem aos 50 anos do Bidu contendo uma seleção de histórias do personagem e uma história em estilo mangá e capa é inspirada na Cebolinha #1 da Editora Abril, a diferença é que no álbum do Cebolinha não teve facsimile da primeira revista, já que a Panini já esta havia sido publicada na Coleção Histórica Vol. 1 em setembro de 2007, também foi lançada uma edição do Cebola Jovem com 96 páginas, toda em cores e formato grande (19 x 27,5 cm).

## Características
- Fala trocando o R intervocálico pelo L, problema conhecido como dislalia;
- Tem apenas 5 fios de cabelo. Interessante notar que, ao ser criado, Cebolinha tinha os cabelos espetados e em maior número;
- Está sempre arquitetando planos "infalíveis" para derrotar a Mônica, chamada de "dona da rua", ou em suas próprias palavras, "dona da lua";
- Usa sempre camisa verde, shorts pretos e sapatos marrons, sendo o único dos quatro personagens principais a usar sapato, já que Mônica, Cascão e Magali costumam não usar.
- É o único dos personagens principais que não é filho único, já que possui uma irmã caçula, Maria Cebolinha, inspirada em Mariângela, filha de Mauricio de Sousa. Por Maria Cebolinha não ter grande importância nas histórias (também por ser muito mais nova que Cebolinha, sendo um bebê nas histórias infantis).
- Nas tirinhas de jornal dos anos 60, chegou a ganhar um irmão mais novo, com seu nome escolhido pelos leitores como Salsinha. Porém o personagem sumiu pouco tempo depois.[15]
- Costuma ser bem arrogante e egoísta até com os seus amigos, mas no fundo gosta deles.
- Acha que tem a superioridade intelectual maior de que todos seus amigos (inclusive o Franjinha), tanto que, às vezes usa técnicas de meditação budista, arames para localizações de energia positiva e até pirâmides de bambu para melhorar a sintonia de sua inspiração, mas muitas vezes usa essa característica para bolar planos infalíveis;
- Se estressa facilmente com pessoas que discordam dele ou o perturbam;
- É presidente de um clubinho para meninos, que reúne os garotos do bairro para discutir sobre brincadeiras e planos contra Mônica;
- Conforme o gibi, seu aniversário é no dia 24 de outubro e o seu signo é Escorpião;
- Apesar de Cebolinha se mostrar são-paulino nas primeiras histórias, é torcedor do Palmeiras, como é mostrado nas HQs mais recentes. Isso aconteceu pelo fato de usar camisa verde, associando-o mais ao alviverde do que ao tricolor.[16]
- Anteriormente, Cebolinha dizia diacho. Atualmente ele diz pindarolas escrito incorretamente com o L no lugar do R ("pindalolas"). Cebolinha ainda diz diacho em algumas histórias.

## Turma da Mônica Jovem
Em Turma da Mônica Jovem, o garoto prefere ser chamado simplesmente de Cebola e continua um garoto esperto e muito inteligente. Além de ter dado uma encorpada, agora ele já tem uma bela cabeleira, mas mantém o formato que lembra os cinco fios da infância. Frequentemente apelidado de "careca" por seu melhor amigo Cascão, Cebola teme algum dia voltar até apenas cinco fios de cabelo, como seu pai e seu avô, e assim manifestar definitivamente a genética paterna. Não faz mais "planos infalíveis" para derrotar a Mônica e se tornar o dono da rua, agora quer conquistar o mundo com os seus projetos por um mundo melhor. Não troca mais os 'erres' pelo 'eles' por ter feito tratamento fonoaudiológico para a dislalia que tinha, mas quando fica nervoso, ainda acaba trocando as letras. Ele tem uma quedinha por Xabéu, sua antiga babá, mas a garota de quem ele gosta mesmo, é a Mônica, alvo de suas atenções e provocações desde a infância. Ele escondia o seu amor por ela na infância a forma de competição, mas quando adolescente, não esconde mais esse sentimento, principalmente na edição nº 04, quando Mônica o beija. Durante esta primeira série, possuem uma "amizade colorida" bastante enfatizada e chegam a namorar na edição 34, mas terminam no final da edição. Na edição nº 50 (edição que se passa no futuro) Cebola e Mônica se casam. Em abril de 2014, Mônica começa a namorar o Do Contra (“DC”) e desde então, Cebola estava lutando para reconquistar sua amada Mônica. Voltou com a Mônica na edição 100, em dezembro de 2016, e desde então, Mônica e Cebola estão juntos.

## Personagens relacionados

### Família

#### Maria Cebolinha
Maria Cebolinha é a irmã caçula de Cebolinha, que foi criada inspirada na filha mais velha de Mauricio, Mariângela. É bebê, e, por isso, já fez com que seu irmão tivesse que a deixar com Mônica para poder brincar com seus amigos.

#### Outros membros
- Dona Cebola: A dona de casa e mãe da família, gosta de seus filhos, mas não aceita quando Cebolinha aborrece sua irmã e logo dá nele uma bronca. É cuidadosa com os afazeres domésticos, deixando a casa sempre impecável. Geralmente veste-se com um vestido vermelho e um avental branco e tem um tipo físico maior que as demais mães da Turma.
- Seu Cebola: O pai da família, trabalha em um escritório e é atencioso, compreensivo e carinhoso com sua família.[20]
- Seu Cebolão: É o pai do Seu Cebola. Às vezes, fala de uma maneira que só sua esposa consegue entender, diz alguns ditados populares que faz com que Cebolinha fique indeciso e sua vó Firmina Cebola da Silva o ajuda a compreender o que seu avô realmente quer falar, e Cebolinha diz que ela é a idosa mais moderna que ele já conheceu. É muito parecido com o neto, parecendo uma versão idosa do Cebolinha, com os fios de cabelo branco, bigode branco e usa óculos e bengala.
- Dona Cebolona: Mãe do Seu Cebola, ela adora a sua nora e os netos. É casada com Eustáquio Cebolão da Silva. Cebolinha a chama de "A Vó Mais Moderna do Mundo" já que consegue compreender os ditados populares que seu marido fala e "traduzi-los" para a língua informal da juventude de hoje.
- Floquinho: O cachorrinho de estimação do Cebolinha. É um lhasa apso excessivamente peludo e verde, se assemelhando a uma moita – Mauricio revelou que sua inspiração visual foi um esfregão.[21] Como não tem uma face visível, piadas recorrentes incluem saber qual lado é a cabeça e qual a cauda. Sua pelagem também é tão grossa que muitos objetos se perdem lá dentro, e às vezes Cebolinha e outros personagens usam Floquinho como esconderijo.

Floquinho comparado a um cão real da raça lhasa apso.

### Louco
Licurgo Orival Umbelino Cafiaspirino de Oliveira, o Louco (note o anagrama juntando a primeira letra de cada um dos seus nomes) é um personagem obviamente louco. Consta que mora num hospício próximo da casa do Cebolinha, e por isso vive atazanando o coitado. Está sempre provocando situações absurdas e loucas, porém sem má intenção alguma.
Segundo Mauricio, "O Louco tem muito das loucuras dos anos 1970", sendo idealizado pelo seu irmão Márcio Sousa, e o visual inspirado no desenhista Sidney Salustre. As histórias do Louco sempre têm um elemento nonsense, com o personagem entendendo errado expressões e palavras e uso intenso de metalinguagem. A partir dos anos 90, consta que fugiu do hospício e passa a morar em sua própria casa, uma casa recheada de uma decoração louca e inimaginável, onde quadros e enfeites ganham vida própria. Uma versão dessa casa existia como a atração "Casa do Louco" na primeira versão do Parque da Mônica.
Chama Cebolinha sempre de "Cenourinha", embora Cebolinha já seja um nome de um legume. Sempre brinca ao chamá-lo de Cenourinha, como dizendo que vai brotar se cair com força no chão e ser regado. Na Turma da Mônica Jovem, passa a chamar Cebolinha de Cenoura (como visto na edição 33).